# Michael Walzer
Michael Walzer (3 de març de 1935) és un dels experts en filosofia política més importants dels Estats Units en l'actualitat. Exerceix com a professor emèrit en l'Institut d'Estudis Avançats de Princeton, Nova Jersey, i és editor de Dissent, una revista quadrimestral sobre política i cultura, des d'una perspectiva d'esquerres.

## Primers anys i formació
Nascut en una família jueva el 3 de març de 1935, Walzer es va graduar summa cum laude de la Universitat de Brandeis en 1956 amb una llicenciatura en història. Després d'això, va estudiar en la Universitat de Cambridge amb una beca Fulbright (1956-1957) i va completar el seu treball de doctorat en la Universitat Harvard, obtenint el seu títol de Doctor en Filosofia en el govern amb Samuel Beer en 1961.

## Trajectòria laboral
En 1962, Walzer va començar la seva carrera com a professor en el departament de política a la Universitat de Princeton. Hi va romandre fins a 1966, quan es va traslladar al departament governamental de la Universitat Harvard. Va fer classes a Harvard fins a 1980, any en el qual va passar a ser membre permanent a l'Escola de Ciències Socials de l'Institut d'Estudis Avançats (IAS).
En 1971, Walzer va impartir un curs d'un semestre a Harvard amb Robert Nozick anomenat "Capitalisme i Socialisme". El curs va ser un debat entre els dos filòsofs: per una banda, Nozick es defensava en la línia del seu llibre Anarquia, Estat i Utopia (1974) i, per l'altre banda, Walzer advoca per la "complexa igualtat" tal com ho defensa en el seu llibre Spheres of Justice (1983).
Walzer és membre del consell editorial de la Revista Jueva de Llibres i editor assessor de Fathom.

## Filosofia política
En els seus escrits ha tractat un ampli espectre de temes, incloent la Teoria de la Guerra justa, nacionalisme, ètnia, sionisme, justícia econòmica, crítica social, radicalització, tolerància i obligació política.

## Publicacions
- The Revolution of the Saints: A Study in the Origins of Radical Politics (Harvard University Press, 1965) ISBN 0-674-76786-1
- Obligations: Essays on Disobedience, War and Citizenship (Harvard University Press, 1970) ISBN 0-674-63025-4
- Political Action (Quadrangle Books, 1971) ISBN 0-8129-0173-8
- Regicide and Revolution (Cambridge University Press, 1974) ISBN 0-231-08259-2
- Just and Unjust Wars (Basic Books, 1977, segona edicció, 1992, tercera edicció, 2000, quarta edicció, 2006) ISBN 0-465-03705-4
- Radical Principles (Basic Books, 1977) ISBN 0-465-06824-3
- Spheres of Justice (Basic Books, 1983) ISBN 0-465-08189-4
- Exodus and Revolution (Basic Books, 1985) ISBN 0-465-02164-6
- Interpretation and Social Criticism (Harvard University Press, 1987) ISBN 0-674-45971-7
- The Company of Critics (Basic Books, 1988) ISBN 0-465-01331-7
- Civil Society and American Democracy (Rotbuch Verlag, 1992, en alemany) ISBN 3-596-13077-8
- What It Means to Be an American (Marsilio Publishers, 1992) ISBN 1-56886-025-0
- Thick and Thin: Moral Argument at Home and Abroad (Notre Dame Press, 1994) ISBN 0-268-01897-9
- Pluralism, Justice and Equality, with David Miller (Oxford University Press, 1995) ISBN 0-19-828008-4
- Toward a Global Civil Society (Berghahn Books, 1995) ISBN 1-57181-054-4
- On Toleration (Yale University Press, 1997) ISBN 0-268-01897-9
- Arguments from the Left (Atles, 1997, en suec)
- Pluralism and Democracy (Editions Esprit, 1997, en francès) ISBN 2-909210-19-7
- Reason, Politics, and Passion (Fischer Taschenbuch Verlag, 1999, en alemany) ISBN 3-596-14439-6
- The Jewish Political Tradition, Vol. I Authority, co-edited, with Menachem Lorberbaum, Noam Zohar, and Yair Lorberbaum (Yale University Press, 2000) ISBN 0-300-09428-0
- Exilic Politics in the Hebrew Bible (Mohr Siebeck, 2001, en alemany) ISBN 3-16-147543-7
- War, Politics, and Morality (Edicions Paidos, 2001, en castellà) ISBN 84-493-1167-5
- Arguing About War (Yale University Press, 2004) ISBN 0-300-10365-4
- Politics and Passion: Toward A More Egalitarian Liberalism (Yale University Press, 2004) ISBN 0-300-10328-X
- Law, Politics, and Morality in Judaism (Princeton University Press, 2006) ISBN 0-691-12508-2
- Thinking Politically (Yale University Press, 2007) ISBN 978-0300118162[5]
- In God's Shadow: Politics in the Hebrew Bible (Yale University Press, 2012) ISBN 978-0-300-18044-2
- The Paradox of Liberation (Yale University Press, 2015) ISBN 978-0-300-18780-9
- A Foreign Policy for the Left (Yale University Press, 2018) ISBN 978-0300223873

## Edicions en Català
- La paradoxa de l'alliberament [The Paradox of Liberation]. Traducció: Gustau Muñoz.  València: Institució Alfons el Magnànim-Centre Valencià d'Estudis i d'Investigació, 2020 (Pensament i Societat). ISBN 978-84-7822-859-1.[6]
- Prim i gruixut : argumentació moral adreçada a propis i estranys [Thick and Thin: Moral Argument at Home and Abroad]. Traducció: Helena Lamuela. Edició i introducció de Jordi Graupera.  La Bisbal d'Empordà: Edicions Sidillà, 2023 (Busca-raons,17). ISBN 9788412574784.[7][8]